# Moutiers-sous-Chantemerle
Moutiers-sous-Chantemerle är en kommun i departementet Deux-Sèvres i regionen Nouvelle-Aquitaine i västra Frankrike. Kommunen ligger i kantonen Moncoutant som tillhör arrondissementet Parthenay. År 2018 hade Moutiers-sous-Chantemerle 592 invånare.

## Befolkningsutveckling
Antalet invånare i kommunen Moutiers-sous-Chantemerle
| Referens: INSEE |